# Saison 1936-1937 du Stade rennais UC
Maillots
Chronologie
Saison précédente Saison suivante
La saison 1936-1937 du Stade rennais Université Club débute le 30 août 1936 avec la première journée du Championnat de France de Division 1, pour se terminer le 16 mai 1937 avec la dernière journée de cette même compétition.
Le Stade rennais UC est également engagé en Coupe de France.

## Résumé de la saison
Après cinq saisons passées dans l'élite, le Stade rennais UC connaît en cette saison 1936-1937 sa première relégation en Division 2. L'été d'avant, le club - toujours en proie à des difficultés financières - avait dû se résoudre à voir partir quelques-uns de ses meilleurs éléments (dont son buteur Walter Vollweiler), de même que son entraîneur Josef Schneider. Ce dernier est remplacé par Jean Batmale, ancien joueur du club, qui commence sa carrière d'entraîneur. Côté arrivées, le club se renforce pourtant avec les venues de trois internationaux français : Ali Benouna, Louis Finot et Lucien Laurent (ce dernier est resté célèbre comme étant le premier buteur de l'histoire de la Coupe du monde).
La première partie de saison est purement et simplement catastrophique, avec 7 points engrangés lors de la phase aller (3V-1N-11D), et le club sombre très vite dans les profondeurs du classement, atteignant de façon définitive la zone de relégation dès la 10e journée. Le secteur défensif n'est pas particulièrement défaillant, mais le secteur offensif reste souvent désespérément muet (avec 38 buts, le Stade rennais UC finira de très loin plus mauvaise attaque de ce championnat). Malgré un léger mieux après décembre, le club ne parviendra pas à s'extraire de cette mauvaise situation, et termine le championnat à l'avant-dernière place, synonyme de Division 2.
En Coupe de France, le bilan n'est pas meilleur, avec une élimination dès les huitièmes de finale comme la saison précédente.

## Transferts en 1936-1937
| Nom                       | Nationalité | Provenance/Destination    |
| Arrivées                  |             |                           |
| Meflah Benaouda dit Aoued | France      | Olympique d'Alès          |
| Ali Benouna               | France      | FC Sète                   |
| Léon Boesinger            | France      | LO Villeurbanne           |
| André Bordier             | France      | US Suisse Paris           |
| Louis Finot               | France      | FC Sochaux-Montbéliard    |
| István Gyulai             | Hongrie     | Bocskai FC                |
| René Klein                | France      | ASC Pessac                |
| Lucien Laurent            | France      | FC Sochaux-Montbéliard    |
| André Le Gall             | France      | AS Brestoise              |
| Imre Markos               | Hongrie     | Bocskai FC                |
| Franz Siedler             | Autriche    | AS Brestoise              |
| J.A. Stewart              | Angleterre  | ?                         |
| Départs                   |             |                           |
| René Barlemann            | France      | USB Longwy                |
| Maurice Castro            | France      | Stade de Reims            |
| André Chauvel             | France      | Le Havre AC               |
| Jean Collet               | France      | FC Mulhouse               |
| Édouard Fitoussi          | France      | Stade de Reims            |
| Antoine Lopez             | France      | Olympique d'Alès          |
| Georges Rose              | France      | Excelsior de Roubaix      |
| Joseph Rouxel             | France      | US Servannaise            |
| Josef Schneider           | Autriche    | Le Havre AC               |
| Adolphe Touffait          | France      | arrêt                     |
| Walter Vollweiler         | Allemagne   | FCO Charleville           |
| Paul Le Guerrier          | France      | Stade rennais UC amateurs |
| Robert Le Moal            | France      | Stade rennais UC amateurs |

## L'effectif de la saison
| Poste¹ | Nat.² | Nom                       | Naissance        | Sélection³ | Championnat | Championnat | Coupe France | Coupe France | Total Saison | Total Saison |
| Poste¹ | Nat.² | Nom                       | Naissance        | Sélection³ | M           | But inscrit | M            | But inscrit  | M            | But inscrit  |
| ------ | ----- | ------------------------- | ---------------- | ---------- | ----------- | ----------- | ------------ | ------------ | ------------ | ------------ |
| G      | FRA   | William Bambridge         | 23 juin 1911     | -          | 28          | 0           | 4            | 0            | 32           | 0            |
| A      | FRA   | Meflah Benaouda dit Aoued | 7 mai 1906       | -          | 20          | 8           | 3            | 1            | 23           | 9            |
| A      | FRA   | Ali Benouna               | 16 mai 1907      | A          | 10          | 0           | 0            | 0            | 10           | 0            |
| A      | FRA   | Georges Boccon            | ?                | -          | 11          | 2           | 0            | 0            | 11           | 2            |
| M      | FRA   | Léon Boesinger            | 27 juin 1909     | B          | 27          | 0           | 4            | 0            | 31           | 0            |
| D      | FRA   | André Bordier             | 15 novembre 1913 | B          | 24          | 0           | 4            | 0            | 28           | 0            |
| M      | AUT   | Georg Braun               | 22 février 1907  | A          | 17          | 0           | 4            | 0            | 21           | 0            |
| M      | FRA   | Louis Finot               | 8 juillet 1909   | A          | 28          | 1           | 4            | 0            | 32           | 1            |
| D      | FRA   | Gaston Gardet             | 2 avril 1913     | B          | 22          | 0           | 2            | 0            | 24           | 0            |
| M      | HUN   | István Gyulai             | 8 décembre 1908  | -          | 10          | 0           | 0            | 0            | 10           | 0            |
| A      | ALL   | Walter Kaiser             | 2 novembre 1907  | -          | 6           | 0           | 2            | 0            | 8            | 0            |
| A      | FRA   | René Klein                | ?                | -          | 14          | 3           | 4            | 1            | 18           | 4            |
| M      | FRA   | Jean Laurent              | 30 décembre 1906 | A          | 10          | 1           | 2            | 0            | 12           | 1            |
| A      | FRA   | Lucien Laurent            | 10 décembre 1907 | A          | 28          | 8           | 4            | 3            | 32           | 11           |
| A      | FRA   | André Le Gall             | 4 septembre 1912 | -          | 3           | 0           | 0            | 0            | 3            | 0            |
| A      | HUN   | Imre Markos               | 9 juin 1908      | A          | 22          | 4           | 2            | 0            | 24           | 4            |
| A      | AUT   | Josef Mayboeck            | ?                | -          | 14          | 9           | 1            | 3            | 15           | 12           |
| D      | FRA   | François Pleyer           | 23 février 1911  | -          | 26          | 1           | 4            | 0            | 30           | 1            |
| G      | AUT   | Franz Siedler             | ?                | -          | 2           | 0           | 0            | 0            | 2            | 0            |
| A      | ENG   | J.A. Stewart              | ?                | -          | 2           | 1           | 0            | 0            | 2            | 1            |
| M      | FRA   | René Villacampa           | 6 avril 1914     | -          | 6           | 0           | 0            | 0            | 6            | 0            |

- 1 : G, Gardien de but ; D, Défenseur ; M, Milieu de terrain ; A, Attaquant
- 2 : Nationalité sportive, certains joueurs possédant une double-nationalité
- 3 : sélection la plus élevée obtenue

## Équipe-type
Il s'agit de la formation la plus courante rencontrée en championnat.

## Les rencontres de la saison

### Liste
| Match | Date         | Compétition     | Tour                 | Adversaire           | Lieu       | Score   | Class.  | Buteurs pour le Stade rennais |
| ----- | ------------ | --------------- | -------------------- | -------------------- | ---------- | ------- | ------- | ----------------------------- |
| 1     | 30 août      | Division 1      | 1                    | RC Paris             | E          | 1–3     | 15      | Mayboeck                      |
| 2     | 6 septembre  | Division 1      | 2                    | Sète                 | D          | 3–1     | 8       | Mayboeck L. Laurent           |
| 3     | 13 septembre | Division 1      | 3                    | Cannes               | D          | 0-2     | 13      |                               |
| 4     | 20 septembre | Division 1      | 4                    | Lille                | E          | 1–3     | 12      | Mayboeck                      |
| 5     | 27 septembre | Division 1      | 5                    | Fives                | E          | 1–5     | 14      | Mayboeck                      |
| 6     | 4 octobre    | Division 1      | 6                    | Marseille            | D          | 3-1     | 13      | Aoued L. Laurent              |
| 7     | 11 octobre   | Division 1      | 7                    | Excelsior de Roubaix | E          | 1–3     | 13      | Markos                        |
| 8     | 18 octobre   | Division 1      | 8                    | Mulhouse             | D          | 1–2     | 14      | Pleyer                        |
| 9     | 25 octobre   | Division 1      | 9                    | Antibes              | E          | 0–1     | 14      |                               |
| 10    | 1er novembre | Division 1      | 10                   | Red Star             | D          | 1–3     | 15      | Markos                        |
| 11    | 8 novembre   | Division 1      | 11                   | RC Roubaix           | D          | 1–1     | 15      | Klein                         |
| 12    | 11 novembre  | Division 1      | 12                   | Sochaux              | E          | 0-1     | 15      |                               |
| 13    | 22 novembre  | Division 1      | 13                   | Strasbourg           | D          | 2-1     | 15      | J. Laurent Stewart            |
| 14    | 6 décembre   | Division 1      | 14                   | Metz                 | E          | 1–2     | 15      | Markos                        |
| 15    | 20 décembre  | Coupe de France | 1/32 finale          | Saint-Servan         | D          | 7-2     | 7-2     | Mayboeck L. Laurent Klein     |
| 16    | 25 décembre  | Division 1      | 15                   | Rouen                | D          | 0–1     | 15      |                               |
| 17    | 27 décembre  | Division 1      | 16                   | RC Paris             | D          | 1-3     | 16      | Mayboeck                      |
| 18    | 1er janvier  | Division 1      | 17                   | Sète                 | E          | 1-1     | 16      | Aoued                         |
| 19    | 3 janvier    | Division 1      | 18                   | Cannes               | E          | 2–1     | 15      | Aoued L. Laurent              |
| 20    | 10 janvier   | Division 1      | 19                   | Lille                | D          | 0–0     | 15      |                               |
| 21    | 17 janvier   | Coupe de France | 1/16 finale          | Calais               | N Au Havre | 0-0 a.p | 0-0 a.p |                               |
| 22    | 28 janvier   | Coupe de France | 1/16 finale (rejoué) | Calais               | N          | 1-0     | 1-0     | Aoued                         |
| 23    | 31 janvier   | Division 1      | 20                   | Fives                | D          | 1–0     | 15      | Aoued                         |
| 24    | 7 février    | Coupe de France | 1/8 finale           | RC Paris             | N Au Havre | 0-1     | 0-1     |                               |
| 25    | 14 février   | Division 1      | 21                   | Marseille            | E          | 0-3     | 15      |                               |
| 26    | 7 mars       | Division 1      | 22                   | Excelsior de Roubaix | D          | 5–4     | 15      | Aoued L. Laurent Klein        |
| 27    | 14 mars      | Division 1      | 23                   | Mulhouse             | E          | 2–5     | 15      | Aoued                         |
| 28    | 28 mars      | Division 1      | 24                   | Antibes              | D          | 0-1     | 15      |                               |
| 29    | 3 avril      | Division 1      | 25                   | Red Star             | E          | 1–0     | 15      | L. Laurent                    |
| 30    | 18 avril     | Division 1      | 26                   | RC Roubaix           | E          | 3–4     | 15      | Finot Markos Boccon           |
| 31    | 25 avril     | Division 1      | 27                   | Sochaux              | D          | 1-1     | 15      | Boccon                        |
| 32    | 2 mai        | Division 1      | 28                   | Strasbourg           | E          | 0–3     | 15      |                               |
| 33    | 9 mai        | Division 1      | 29                   | Metz                 | D          | 5-1     | 15      | Mayboeck L. Laurent           |
| 34    | 16 mai       | Division 1      | 30                   | Rouen                | E          | 0–1     | 15      |                               |

1. ↑  N : terrain neutre ; D : à domicile ; E : à l'extérieur ; drapeau : pays du lieu du match international

## Bilan des compétitions
| Compétition     | Vainqueur final        | Débute au tour | Place ou tour final | Première rencontre | Dernière rencontre | Nombre |
| --------------- | ---------------------- | -------------- | ------------------- | ------------------ | ------------------ | ------ |
| Division 1      | Olympique de Marseille | 1re journée    | 15e                 | 30 août 1936       | 16 mai 1937        | 30     |
| Coupe de France | FC Sochaux-Montbéliard | 1/32 de finale | 1/8 de finale       | 20 décembre 1936   | 7 février 1937     | 4      |

### Division 1

#### Classement
| Rang | Équipe                              | Pts | J  | G  | N | P  | Bp | Bc  | Diff |
| ---- | ----------------------------------- | --- | -- | -- | - | -- | -- | --- | ---- |
| 12   | RC Roubaix                          | 27  | 30 | 11 | 5 | 14 | 50 | 61  | -11  |
| 13   | Antibes                             | 26  | 30 | 11 | 4 | 15 | 50 | 64  | -14  |
| 14   | Cannes                              | 25  | 30 | 8  | 9 | 13 | 48 | 55  | -7   |
| 15   | Rennes (Relégation en Division 2)   | 20  | 30 | 8  | 4 | 18 | 38 | 58  | -20  |
| 16   | Mulhouse (Relégation en Division 2) | 15  | 30 | 6  | 3 | 21 | 48 | 102 | -54  |

#### Résultats
| Total  | Total  | Total | Total | Total | Total | Total | Total | Domicile | Domicile | Domicile | Domicile | Domicile | Domicile | Extérieur | Extérieur | Extérieur | Extérieur | Extérieur | Extérieur |
| Matchs | Points | V     | N     | D     | BP    | BC    | Diff. | V        | N        | D        | BP       | BC       | Diff.    | V         | N         | D         | BP        | BC        | Diff.     |
| ------ | ------ | ----- | ----- | ----- | ----- | ----- | ----- | -------- | -------- | -------- | -------- | -------- | -------- | --------- | --------- | --------- | --------- | --------- | --------- |
| 30     | 20     | 8     | 4     | 18    | 38    | 58    | -20   | 6        | 3        | 6        | 24       | 22       | +2       | 2         | 1         | 12        | 14        | 36        | -22       |

#### Résultats par journée
| Journée   | 01 | 02 | 03 | 04 | 05 | 06 | 07 | 08 | 09 | 10 | 11 | 12 | 13 | 14 | 15 | 16 | 17 | 18 | 19 | 20 | 21 | 22 | 23 | 24 | 25 | 26 | 27 | 28 | 29 | 30 |
| --------- | -- | -- | -- | -- | -- | -- | -- | -- | -- | -- | -- | -- | -- | -- | -- | -- | -- | -- | -- | -- | -- | -- | -- | -- | -- | -- | -- | -- | -- | -- |
| Terrain   | E  | D  | D  | E  | E  | D  | E  | D  | E  | D  | D  | E  | D  | E  | D  | D  | E  | E  | D  | D  | E  | D  | E  | D  | E  | E  | D  | E  | D  | E  |
| Résultats | D  | V  | D  | D  | D  | V  | D  | D  | D  | D  | N  | D  | V  | D  | D  | D  | N  | V  | N  | V  | D  | V  | D  | D  | V  | D  | N  | D  | V  | D  |
| Points    | 0  | 2  | 2  | 2  | 2  | 4  | 4  | 4  | 4  | 4  | 5  | 5  | 7  | 7  | 7  | 7  | 8  | 10 | 11 | 13 | 13 | 15 | 15 | 15 | 17 | 17 | 18 | 18 | 20 | 20 |
| Place     | 15 | 8  | 13 | 12 | 14 | 13 | 13 | 14 | 14 | 15 | 15 | 15 | 15 | 15 | 15 | 16 | 16 | 15 | 15 | 15 | 15 | 15 | 15 | 15 | 15 | 15 | 15 | 15 | 15 | 15 |

Source : Liste des rencontres

Terrain : D = Domicile ; E = Extérieur. Résultat: D = Défaite ; N = Nul ; V = Victoire.